# Покса
Покса — река в России, протекает в Унинском районе Кировской области и Селтинском районе Республики Удмуртия. Устье реки находится в 33 км по правому берегу реки Кырчма. Длина реки составляет 11 км, площадь водосборного бассейна 44 км².
Исток реки в Кировской области близ границы с Удмуртией у нежилой деревни Игнатьевцы в 27 км к юго-востоку от посёлка Уни. Вскоре после истока река перетекает в Удмуртию, где течёт на юго-восток по лесу. Неподалёку от реки располагается село Андреевцы. Впадает в Кырчму выше деревни Бибаны.

## Данные водного реестра
По данным государственного водного реестра России относится к Камскому бассейновому округу, водохозяйственный участок реки — Вятка от водомерного поста посёлка городского типа Аркуль до города Вятские Поляны, речной подбассейн реки — Вятка. Речной бассейн реки — Кама.
По данным геоинформационной системы водохозяйственного районирования территории РФ, подготовленной Федеральным агентством водных ресурсов:
- Код водного объекта в государственном водном реестре — 10010300512111100038842
- Код по гидрологической изученности (ГИ) — 111103884
- Код бассейна — 10.01.03.005
- Номер тома по ГИ — 11
- Выпуск по ГИ — 1